# Fiche banane
Pour les articles homonymes, voir Fiche et Banane (homonymie).
 (septembre 2023).
Si vous disposez d'ouvrages ou d'articles de référence ou si vous connaissez des sites web de qualité traitant du thème abordé ici, merci de compléter l'article en donnant les références utiles à sa vérifiabilité et en les liant à la section « Notes et références ».
Une fiche banane est un organe de connexion électrique rapide.

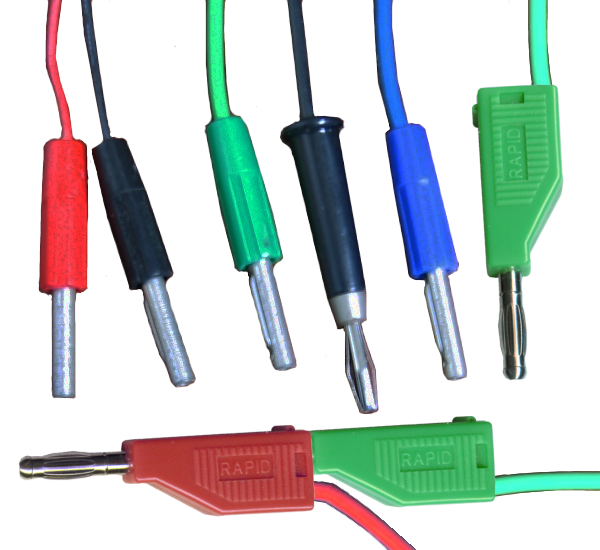
Différents modèles de fiches de Ø=4 mm.

À l'aide de cet outil électrotechnique, lui-même fixé à l'extrémité d'un fil électrique, on peut connecter rapidement ce fil à une borne femelle adaptée : borne d’alimentation électrique, point de test, entrée d'un instrument de mesure.
Les fiches bananes sont aussi utilisées dans les installation Hi-Fi.

## Historique
La fiche banane a été Inventée en 1924.
Elle est nommée ainsi en raison de sa ressemblance avec le fruit, en particulier, à cause de la forme de la lame ressort intégrée, qui assure le contact et le verrouillage,.

## Utilités
Cette connexion par fiche banane permet dans le domaine des laboratoires, de la mesure, des installations provisoires :
- Si le fil est relié à un instrument de mesure, multimètre, d'effectuer une mesure, de relier les masses mécanique et électrique.
- Si le câble est connecté à une source de courant électrique : chargeur de batterie, batterie d'accumulateurs, alimentation, elle permet d'établir le circuit de charge de la batterie, ou d'alimentation d'un consommateur électrique.

Les connexions par fiches bananes sont utilisées aussi dans le domaine audio de la Hi-Fi, pour permettre, en particulier, la connexion amplificateur-enceinte. Dans ce cas, elles peuvent être verrouillable.

## Constitution
La connexion électrique du fil ou du câble s'effectue sur la partie qui est recouverte ultérieurement de matière isolante. Cette connexion s'effectue soit par :
- Sertissage ;
- Soudure ;
- Connexion à vis.

Certains modèles sont démontables et livrés sans fil.
En ce qui concerne le matériel de laboratoire, il est courant de rencontrer 2 tailles de fiches bananes : Les fiches de diamètre 4 mm (couramment utilisées pour les alimentations électriques), et les fiches de diamètre 2 mm (plutôt utilisées pour les signaux de basses fréquences).
Dans le cadre du domaine de la Hi-Fi, ce connecteur est généralement fabriqué avec des matériaux conducteurs de haute qualité, tel que le cuivre ou encore l’argent, du métal isotherme, des alliages de zinc, voir de l'aluminium, et de plus, souvent plaqué or pour améliorer la résistance à l’oxydation. Cette constitution et ce traitement de surface permet de préserver la qualité du signal audio et à la maintenir dans le temps,.

## Protection et sécurité électrique
Quand les fiches bananes sont utilisées sous des tensions très faibles c'est-à-dire moins de 33 V alternatifs ou moins de 60 V continus et dans des conditions courantes il n'est pas nécessaire qu'elles portent des isolations électriques particulières. En effet dans ces situations la tension électrique est bien trop faible pour blesser l'utilisateur. Généralement pour des raisons économiques, la protection de l'utilisateur est limitée. L'isolation se restreint donc à un plastique ou un caoutchouc synthétique qui empêche des contacts directs entre le connecteur banane et l’environnement (mains, outils, autres connexions électriques, etc …) quand le connecteur banane est connecté. Quand la fiche banane est débranchée, sa partie contact est visible et accessible au toucher.
Quand les fiches bananes sont destinées à des tensions situées entre 50 V alternatifs et 1000 V alternatifs ou entre 75 V continus et 1500 V continus elles sont soumises en CEE à la réglementation européenne. Exactement c’est la Directive européenne Basse Tension (DBT) 2006/95/CE (anciennement 73/23/CE) qui s’applique. Toutes les fiches bananes (et de très nombreux autres équipements électriques) présentes en CEE doivent obligatoirement la respecter. Cette directive est globale et se limite à expliquer l’ "esprit" de la protection électrique exigée. Donc la plupart du temps cette directive est respectée à travers la norme CEI 61010-031. Le respect de cette norme n’est pas obligatoire (c’est le respect de la Directive Basse Tension qui est obligatoire en Europe) mais elle propose des protocoles de tests et d’épreuves précis et reconnus par la grande majorité des intervenants (fabricants, utilisateurs, revendeurs, experts, etc …) à travers le monde.
Concrètement la norme CEI 61010-031 amène les concepteurs de fiches bananes à isoler complètement d’un bout à l’autre le connecteur banane. Le but est qu’aucune des parties métalliques ne puissent jamais être touchée à la main même si la fiche banane est déconnectée ; mais aussi que, même quand la fiche banane est débranchée et complètement empoignée manuellement, ses parties métalliques sous tension soient suffisamment éloignées de la main (c’est le principe des longueurs minimales de lignes de fuite et de distances minimales dans l’air). De plus l’interface entre la fiche elle-même et son câble doivent être renforcée. Le contact électrique (une soudure par exemple) entre la fiche et son câble ne doit pas servir à lui seul d’attache du câble. Il doit y avoir un lien mécanique entre la fiche et son câble, uniquement destiné à solidariser la fiche au câble.
La référence à la DBT et / ou à la CEI 61010-031 pour un cordon fiches bananes apporte une certaine crédibilité à la protection procurée par le cordon.

## Compatibilité dimensionnelle
Les fiches bananes mâles sont conçues pour se brancher sur des raccords femelles bananes. Pour que cette connexion soit possible entre la fiche banane d’un fabricant et la douille banane d’un autre fabricant les dimensions et les formes de l’un et l’autre doivent respecter les exigences de la norme française NF C 93-440. Cette norme est indépendante de la norme CEI 61010-031 et n’intervient pas directement dans la protection électrique de la fiche banane. Les exigences en formes et dimensions énoncées dans la norme NF C 93-440 correspondent à celles des plus grands fabricants d’appareils de mesure du monde.
De sorte que la référence à la NF C 93-440 pour un cordon fiches bananes apporte (en France) une certaine crédibilité à sa compatibilité avec les divers appareils de mesure.